# Curtiss Falcon
Curtiss Falcon là một dòng máy bay hai tầng cánh của Hoa Kỳ, do hãng Curtiss Aeroplane and Motor Company chế tạo trong thập niên 1920.

## Biến thể

### Quân đoàn Không quân Alujc quân Hoa Kỳ

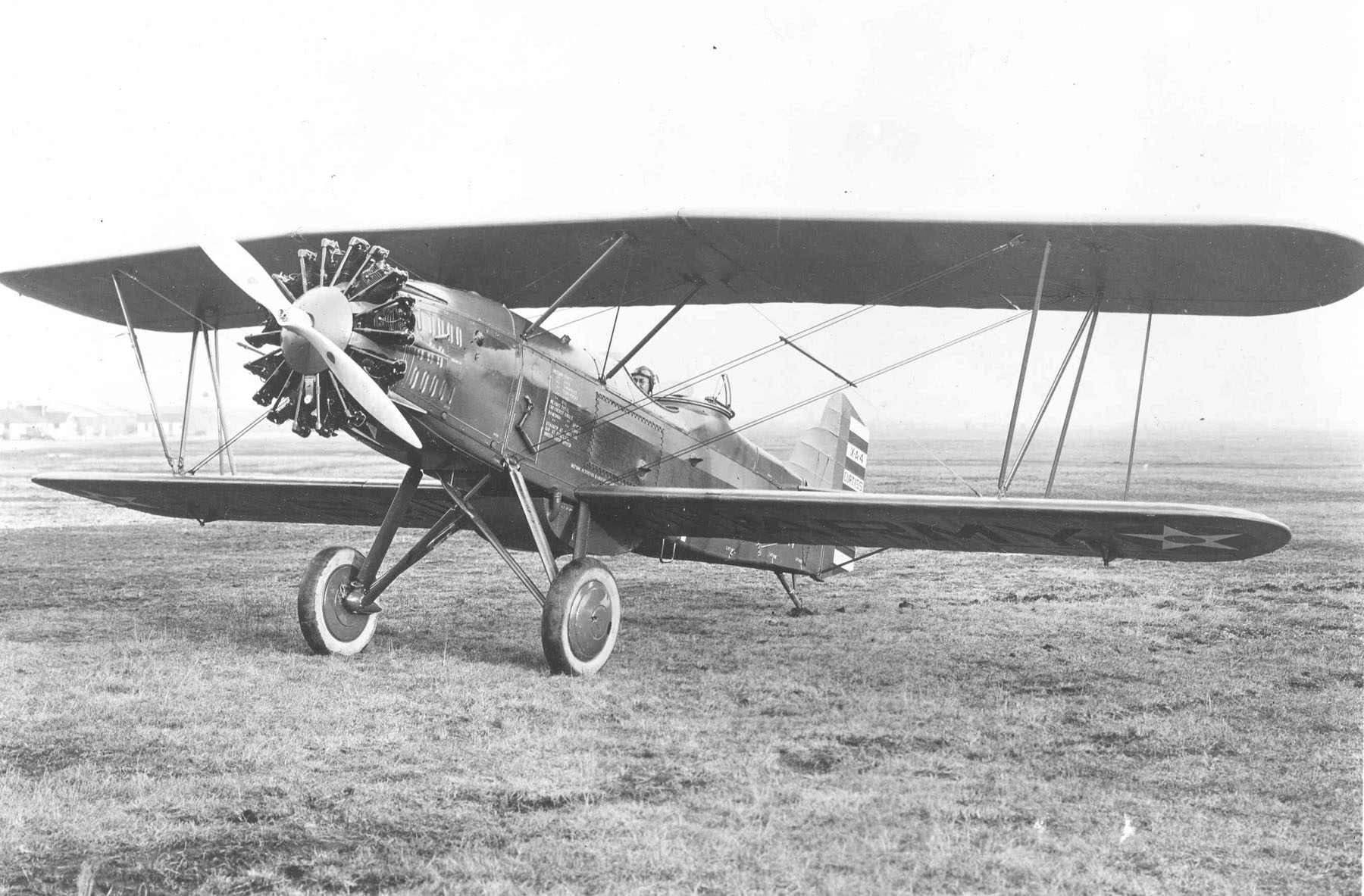
Curtiss XA-4 Falcon

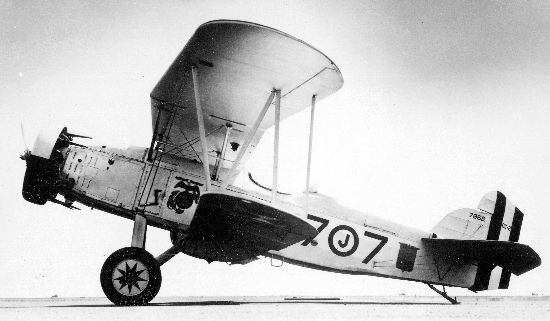
Curtiss OC-2 Falcon, 1929

A-3
A-3A
A-3B
XA-4
A-5
A-6
XBT-4
XO-1
O-1
O-1A
O-1B
O-1C
O-1E
O-1F
O-1G
XO-11
O-11
XO-12
XO-13
XO-13A
O-13B
YO-13C
YO-13D
XO-16
XO-18
Y1O-26
O-39

### Hải quân và Thủy quân lục chiến Hoa Kỳ
A-3 Helldiver.
A-4 Helldiver
XF8C-1
F8C-1 Falcon
XF8C-2
F8C-3 Falcon
XF8C-4
F8C-4 Helldiver
F8C-5 Helldiver
XF8C-6
XF8C-7
XF8C-8
O2C-1 Helldiver
O2C-2 Helldiver
XOC-3
XF10C-1

### Dân dụng và xuất khẩu
Civil Falcon
Export Falcon
Colombia Cyclone Falcon
Chilean Falcon
Bolivia Cyclone Falcon

## Quốc gia sử dụng

### Quân sự
Bolivia
- Không quân Bolivia

 Brasil
- Không quân Brazil

 Chile
- Không quân Chile

 Colombia
- Không quân Colombia

 Paraguay
- Không quân Paraguay

 Peru
- Không quân Peru

 Philippines
- Quân đoàn Không quân Lục quân Philippine

 United States
- Quân đoàn Không quân Lục quân Hoa Kỳ
- Thủy quân Lục chiến Hoa Kỳ
- Hải quân Hoa Kỳ

### Dân sự
United States
- National Air Transport

## Tính năng kỹ chiến thuật Model 37H (A-3B)
Dữ liệu lấy từ "United States Military Aircraft Since 1909" 
Đặc điểm tổng quát
- Kíp lái: 2
- Chiều dài: 27 ft 2 in (8,28 m)
- Sải cánh: 38 ft 0 in (11,58 m)
- Chiều cao: 10 ft 6 in (3,2 m)
- Diện tích cánh: 353 ft² (32,8 m²)
- Trọng lượng rỗng: 2.875 lb (1.304 kg)
- Trọng lượng cất cánh tối đa: 4.476 lb (2.030 kg)
- Động cơ: 1 × Curtiss D-12E (V-1150-5), 435 hp (324 kW)

 Hiệu suất bay 
- Vận tốc cực đại: 139 mph (223,7 km/h)
- Vận tốc hành trình: 110 mph (177 km/h)
- Tầm bay: 628 mi (1.010 km)
- Trần bay: 14.100 ft (4.298 m)
- Vận tốc lên cao: 948 ft/phút (289 m/phút)

Trang bị vũ khí

- Súng: 4 × súng máy M1919 Browning.30 in (7,62 mm) và 2 × súng máy Lewis 0.30 in (7,62 mm)
- Bom: 200 lb (91 kg) bom